# 粉絲專頁
粉絲專頁或粉絲網站是專門給演藝人員（公眾人物）、電視節目、机构、企业、政府等开设的一種網頁或網站。主要提供一些有關演員的訊息或者是電視節目的更新以及社會交往的方法。
在某些情況上，粉絲專頁可以成為創辦者與粉絲團之間直接交流的其中一個方式。 
粉絲專頁目的是可以讓粉絲與粉絲團之間有交流的機會，因為粉絲最渴望的就是可以與粉絲團交流。他們也提供某種特殊意義給粉絲並且提供訊息來源或者最新的消息給粉絲們。 另外，粉絲團扮演最重要的角色，因為他們需要負責整合訊息給粉絲們。 在其他方面，粉絲專頁可以帶很大的好處給某些公司,因為他們可以把公司商品提供給演員們使用，或是使用在電視節目等。粉絲們看到偶像使用了這東西，也會跟著去買，因此就讓這些公司獲得好處，因為粉絲專頁提供的訊息會不知不覺中把這些公司的產品推廣給其他粉絲。

## 現代社會媒體
現代社會媒體譬如說Facebook的裡面有獨立的粉絲專頁，同時取代了原本傳統的粉絲專頁。 現代社會媒體的粉絲專頁更加大幅提升了粉絲們的活動。

## 總結
- 粉絲專頁是一種網頁專門給特定演員、電視節目等。[2]
- 粉絲專頁主要是提供某種特殊意義給粉絲們。[3]
- 粉絲專頁主要是提供最新消息及消息來源給粉絲們[4]。
- 粉絲專頁可以算是半官方身分，因為可以提供給粉絲們最佳的資料或消息給粉絲們。[5]
- 粉絲最渴望的就是可以與粉絲團交流[6]

## 參視
- 粉絲繪圖